# A (阿部義晴のアルバム)
『Ⓐ』は、阿部義晴（現・ABEDON）のソロ1枚目のアルバム。1994年11月2日にSony Recordsより発売された。

## 概要
阿部のファースト・アルバムである。アルバム名の『Ⓐ』について公式の読み方は提示されていないが、公立図書館の所蔵資料として扱われる場合は便宜上「マルエー」などの読み方をされる場合がある。

## 収録曲
全作詞・作曲・編曲：阿部義晴（特記以外）
1. 知りすぎた人 [4:19]
編曲:久米大作
歌詞カードには記載されていないが、少しだけ歌詞がある。
2. 逆襲 [3:44]
3. 僕のゆくえ [4:57]
3rdシングル。本作と同時発売。
4. 鼻 [1:10]
インスト曲。
5. こわれもの [2:45]
前曲から繋がっている。
6. 月下美人 [2:45]
作詞:阿部義晴、かの香織
かの香織とのデュエット曲
7. 最後の恐竜 [3:30]
インスト曲。
8. 輝けセニョリータ [4:26]
9. 苦痛と快楽についての考察 [1:21]
インスト曲。
10. ドラマ [3:57]
11. ナンニモナイ [3:06]
12. ROCKNROLLISMYLIFE [4:20]
ツインドラム曲。
13. 欲望（ライヴ「大欲望」ヴァージョン） [5:35]
編曲:久米大作
3rdシングルのカップリング曲。

## 参加ミュージシャン
- 阿部義晴 - ボーカル、ギター(#2)、キーボード(#2,#3,#8,#11,#12)、ピアノ(#3,#5,#6,#9,#10,#11)、シンセサイザー(#6)、シンセサイザー&コンピュータプログラミング(#7)、パーカッション(#7)
- かの香織 - 女性ヴォーカル(#6)
- 古田たかし - ドラム(#2,#3,#6,#8,#10,#11,#12)
- 川西幸一 - ドラム(#12)
- 河合マイケル - ドラム(#4,#5)
- 岡野ハジメ - ベース(#2,#3,#6,#8,#10,#11,#12)
- 河上修 - ウッドベース(#4,#5)
- 梶原順 - ギター(#8,#12)
- 横田昭男 - ギター(#4,#5)
- 八木のぶお - ハーモニカ(#3)
- 川瀬正人 - パーカッション(#4,#5,#8)
- 金原ストリングス - ストリングス(#6,#7,#8,#10)
- ジェイク H.コンセプション - サックスソロ(#12)
- 山根麻衣、山根栄子 - コーラス(#10)
- E-CUPS - コーラス(#8)
- 荒木敏男、菅波雅彦 - トランペット(#6,#7,#8)
- 村田陽一 - トロンボーン(#6,#7,#8)
- 清岡太郎 - トロンボーン(#6,#8)
- 平内保夫 - トロンボーン(#7)
- 藤田乙比古、阿部雅人 - ホルン(#7)
- 赤木りえ、西沢幸彦 - フルート(#7)
- 朝川朋之 - ハープ(#7)
- 石橋雅一、高橋勇美 - オーボエ(#7)

## 参考資料
- 阿部義晴/A［CD］［アルバム］ - CDjournal.com